# تيري بارتليت (لاعب كرة قدم)
تيري بارتليت (بالإنجليزية: Terry Bartlett)‏ هو لاعب كرة قدم بريطاني في مركز نصف الجناح، ولد في 28 أغسطس 1948 في Cleethorpes ‏ في المملكة المتحدة. لعب مع غريمسبي تاون.